# Harmochirus insulanus
Harmochirus insulanus is een spinnensoort in de taxonomische indeling van de springspinnen (Salticidae).
Het dier behoort tot het geslacht Harmochirus. De wetenschappelijke naam van de soort werd voor het eerst geldig gepubliceerd in 1914 door Kyukichi Kishida.